# Hisanori Shirasawa
Hisanori Shirasawa (jap. 白澤 久則, Shirasawa Hisanori; * 13. Dezember 1964 in Kōbe) ist ein ehemaliger japanischer Fußballspieler.

## Karriere

### Verein
Er begann seine Karriere bei Yanmar Diesel, wo er von 1983 bis 1992 spielte. 1993 folgte dann der Wechsel zu Kyoto Purple Sanga. 1993 beendete er seine Spielerkarriere.

### Nationalmannschaft
Shirasawa wurde 1988 in den Kader der japanischen B-Fußballnationalmannschaft berufen und kam bei der Asienmeisterschaft 1988 zum Einsatz.